# Keating Channel
Keating Channel är en kanaliserad del av Don River i Kanada.   Den ligger i provinsen Ontario, i den sydöstra delen av landet, 400 km sydväst om huvudstaden Ottawa.